# Вейи
Вейи (на латински: Veii) е древен град, един от главните етруски градове, разположен на 18 км северно от Рим, покрай река Кремера. Той е един от дванадесетте града на Етруския съюз. През целия 5 век пр.н.е. римляните водят тежки войни с този богат и могъщ град, като според легендата в една от битките загиват 306 представители на рода Фабии и само един човек от този род се спасява. Според Тацит, Ромул побеждава и като наказание римляните вземат част от земите на етруските, но сключват мир за 100 години.
Последната война на Рим с Вейи продължава от 406 до 396 пр.н.е., когато градът е завладян от диктатора Марк Фурий Камил и е присъединен към владенията на Рим, като отвъд Тибър са образувани още четири триби.